# Tanaka Teruki
Teruki Tanaka (sinh ngày 26 tháng 8 năm 1992) là một cầu thủ bóng đá người Nhật Bản.

## Sự nghiệp câu lạc bộ
Teruki Tanaka đã từng chơi cho Nagoya Grampus, Oita Trinita và V-Varen Nagasaki.